# Alejandro Marque Porto
Alejandro Manuel Marque Porto (A Estrada, 23 d'octubre de 1981) fou un ciclista espanyol, professional des del 2004 fins al 2022. Ha militat la majoria de la seva carrera en equips portuguesos on ha aconseguit els seus principals èxits.
Després de la victòria a la Volta a Portugal de 2013 va donar positiu en un control per betametasona. El corredor va proclamar la seva innocència però el Movistar Team va trencar l'acord pel seu fitxatge a l'espera d'una resolució.
El 1r d'agost de 2014 la Federació Espanyola de Ciclisme arxivà el cas després que l'UCI hagués acceptat les al·legacions que havia fet per Marque sobre la presència de betametasona en un control efectuat durant la Volta a Portugal de 2013.

## Palmarès
- 2009
  - Vencedor d'una etapa al Grande Prémio Crédito Agrícola de la Costa Azul
- 2012
  - Vencedor d'una etapa a la Volta a Astúries
  - Vencedor d'una etapa a la Volta a Portugal
- 2013
  - 1r a la Volta a Portugal i vencedor d'una etapa
- 2018
  - 1r a la Volta a la Xina II
- 2021
  - Vencedor d'una etapa a la Volta a Portugal